# Riera de Vallfornès
La riera de Vallfornès, sovint coneguda com a riera de Cànoves, és una riera que discorre pels termes municipals de Tagamanent, Cànoves i Samalús, Cardedeu i la Roca del Vallès, on desemboca al riu Mogent. A la part alta de Cànoves s'hi troba el pantà de Vallfornès.
Rep el nom de la masia de Vallfornès, prop d'on se situa el naixement de la riera, al municipi de Tagamanent i dins el Parc Natural del Montseny.